# Paul Brunelle
Paul Brunelle (né à Granby le 10 juin 1923 - décédé dans la même ville le 24 novembre 1994) était un auteur-compositeur-interprète et guitariste country et western québécois. Ses premiers enregistrements datent des années 1940 et 1950. Il est considéré comme le pionnier du country au Québec et la principale source d'influence de l'artiste qui allait populariser le genre, Willie Lamothe.

## Biographie
Né en 1923, Paul Brunelle fait partie des petits chanteurs de Granby, sa ville natale, au début des années 1930. Employé à la Miner Rubber, il achète à crédit sa première guitare pour 6,50 $.
Pendant la guerre, il remporte à deux reprises, en 1943 et 1944, le concours d'amateurs de la Living Room Furniture, organisé par la radio AM CKAC. Il lance en 1944 son premier 78 tours, commercialisé par la RCA Victor, cherchant un artiste pour concurrencer le Soldat Lebrun. « Femmes, que vous êtes jolies » paraît en septembre, puis « Mon enfant, je te pardonne » en octobre de la même année. Ce dernier morceau est une adaptation en français de la chanson traditionnelle «When it's springtime in the Rockies». Le succès de Brunelle est immédiat. Il animera également en 1945 une émission sur les ondes de CKAC, et vendra apparemment 200 000 copies de « Destin cruel ». Suivront entre autres « Sur ce rocher blanc » en décembre 1946, « Par une nuit d'étoiles » en août 1947, puis en 1948, « La chanson du vagabond » (en avril) et « Au loin là-bas dans ma prairie » (en juillet). 
De 1949 à 1951, Paul Brunelle part en tournée à travers le Québec avec Antoine Grimaldi. Son épouse, Suzanne Brunelle, accompagne la troupe, qui offre aussi de la danse et des numéros d'humour. La troupe visitera éventuellement l'Ontario et les provinces maritimes.
De 1955 à 1957, il animera quotidiennement à la radio CKVL, à Montréal, l'émission "Paul Brunelle et ses Troubadours".
Dans les années 1960, un contrat avec London et RCA Victor permet au chanteur de lancer en 33 tours plusieurs compilations de ses anciens succès.
Paul Brunelle est considéré, aux côtés de Marcel Martel et Willie Lamothe, comme l'un des trois grands du western québécois. Brunelle est considéré comme celui qui a établi les bases du country de la Belle Province, avant que Wille Lamothe rende le genre populaire auprès d'un plus grand public dans les décennies qui suivirent, notamment par le biais de la télévision et de sa populaire émission Le ranch à Willie.
Paul Brunelle a poursuivi sa carrière jusqu'au début des années 1980, alors qu'un cancer de la gorge l'oblige à mettre fin à sa carrière de musicien. Dans les dernières années de sa vie, il n'apparaîtra sur scène qu'en de rares occasions spéciales, pour la dernière fois en 1992. Il est décédé en 1994 à l'âge de 71 ans dans sa ville natale, Granby dans la région de la Montérégie.
L'étiquette Expérience a commercialisé en 2005 une compilation sur disque compact de seize succès remastérisés, originellement enregistrés entre 1945 et 1957.

## Discographie

### 78 tours
- 1944 - RCA Victor / Bluebird 78 tours

55 5227 - Femmes que vous êtes jolies / Les filles des prairies
55 5231 - Mon enfant je te pardonne / Quand je pense à nos soldats
- 1945 - RCA Victor / Bluebird 78 tours

55 5243 - L'automne dans la vallée / La chanson des plaines
55 5251 - Destin cruel / Me reviendras-tu un jour
- 1946 - RCA Victor / Bluebird 78 tours

55 5264 - Bonne nuit / Sur ce vieux rocher blanc
55 5266 - Mes chers vingt ans / C'est une chanson d'amour
- 1947 - RCA Victor / Bluebird 78 tours

55 5272 - Je me demande pourquoi / Je ne dis pas adieu
55 5281 - Par une nuit d'étoiles / Je suis seul
55 5286 - Je suis un chevalier chantant / Tu restes dans mon cœur
- 1948 - RCA Victor / Bluebird 78 tours

55 5291 - Hawa Hawaï / Je ne serai plus le même
55 5303 - L'ombre de mes rêves / Je retourne au Texas
55 5310 - Dites-moi bonjour / La chanson du vagabond
- 1949 - RCA Victor / Bluebird 78 tours

55 5318 - Blotti entre tes bras / Au loin là-bas dans ma prairies
55 5324 - Le train qui siffle / Chaque soir au clair de lune
55 5333 - Il n'est jamais trop tard / Nous t'aimons tous maman
55 5341 - Suzanne / Quand revient le printemps
- 1950 - RCA Victor / Bluebird 78 tours

55 5347 - Tu n'étais pas au rendez-vous / Le Boogie Woogie de Prairies
55 5359 - Quand je valse avec toi / La campagne
55 5365 - Tout au fond de mon cœur / Au bord de la rivière
55 5374 - Oh qu'elle est belle ma vallée / Mon premier tango
- 1951 - RCA Victor / Bluebird 78 tours

55 5382 - Troubadours du Far-West / Complainte d'un papa
55 5389 - Complaintes des mineurs / Tout là-bas c'est ma plaine
55 5395 - Ma rose du Texas / T'ai-je dit
- 1952 - RCA Victor / Bluebird 78 tours

55 5401 - Chanson d'un orphelin / À la fin d'un jour
55 5411 - Tyrolienne de mon pays / Viens ma Nini
55 5415 - Ma belle Lola / L'écho du vallon
55 5422 - C'est Noël dans notre village / Premier Jour de l'An
- 1953 - RCA Victor / Bluebird 78 tours

55 5431 - Mon cheval est mort / Vallée d'amour
55 5445 - Ma petite Lili / Mon plus beau voyage
55 5455 - Viens je t'attends / Fleur de ma prairie
- 1954 - RCA Victor / Bluebird 78 tours

55 5464 - Aux sons des guitares / Je chante la vie
55 5471 - Bonjour mes amis / Pour ces beaux yeux noirs
55 5486 - Cowboys des montagnes / Dans tes bras
55 5493 - Poupée d'amour / Mon premier amour
- 1955 - RCA Victor / Bluebird 78 tours

55 5509 - Ma petite maison / Pourquoi mon Dieu, pourquoi
55 5517 - Chanteur canadien / On pardonne toujours quand on aime
55 5526 - Marche des cavaliers / Sous le soleil d'été
55 5536 - Pédro le bandit / L'arbre gravé
- 1956 - RCA Victor / Bluebird 78 tours

55 5544 - En revenant des chantiers / Le pauvre amoureux
55 5551 - Au pied du quai / À minuit sous la pluie

### 45 tours
- 1949 - RCA Victor 45 tours

SP 57 0023 - Tu n'étais pas au rendez-vous / Le Boogie Woogie des Prairies  
- 1956 - RCA Victor 45 tours

57 5260 - L'histoire de ma vie / Tu es mienne
57 5271 - Mon cheval et moi / Une valse musette
57 5310 - Je suis fier de mes montagnes / Appelle-moi Alphonse
57 5326 - La vieille église / Tu m'dis pas
- 1957 - RCA Victor 45 tours

57 5348 - Quand la lune deviendra dorée / La petite au bonnet bleu
57 5372 - La chanson du prisonnier / Pousse pas y'a pas d'côte
57 5393 - Mireille / Le rock de ma grand-mère
- 1958 - RCA Victor 45 tours

57 5409 - Je suis perdu loin de toi / Adieu Hawaï
- 1962 - London 45 tours

FC 541 - Je suis un chevalier chantant / La chanson du prisonnier
- 1963 - London 45 tours

FC 604 - Je me souviens / J'ai besoin de toi
- 1974 - London 45 tours

FC 842 - Avant de te connaitre / Tu gagnes toujours
- 1974 - Bonanza 45 tours

5535 - Le Boogie Woogie des Prairies / Les gros cochons
5549 - Je chante en me réveillant / Bonsoir Lily
- 1983 - Jade 45 tours

Jade-60 - Mon bel amour / Nouveaux Mariés

### 33 tours
- Paul Brunelle et ses Troubadours du Far-West (1955 - RCA Victor - LCP 3005)

1. Les Troubadours du Far-West
2. La complainte des mineurs
3. La chanson d'un orphelin
4. Vallée d'amour
5. Ma rose du Texas
6. La tyrolienne de mon pays
7. L'écho du vallon
8. Le cowboy des montagnes

- Paul Brunelle est ses Troubadours du Far-West (1960 - London - MB 35)

1. Le train qui siffle
2. L'automne dans la vallée
3. Sur ce vieux rocher blanc
4. Mes chers vingt ans
5. Au loin là-bas dans ma prairie
6. Par une nuit d'étoiles
7. Je suis seul
8. Le destin cruel
9. Suzanne
10. Ah! Qu’elle est belle ma vallée

- Paul Brunelle et ses Troubadours du Far-West (1961 - London - MB 58)

1. La chanson du prisonnier
2. Quand je valse avec toi
3. L'ombre de mes rêves
4. Ne me dit pas adieu
5. Je ne serai plus le même sans toi
6. Je suis un chevalier chantant
7. Dites-moi bonjour
8. C'est une chanson d'amour
9. Je me demande pourquoi
10. La chanson du vagabond

- Mon cheval et moi (1962 - RCA Victor Gala - CGP 102 - Compilation)

1. Les Troubadours du Far-West
2. La chansons d'un orphelin
3. L'écho du vallon
4. Pour ces beaux yeux noirs
5. Mon plus beau voyage
6. Mon cheval et moi
7. La complainte des mineurs
8. Tu es mienne
9. Pourquoi mon Dieu, pourquoi ?
10. L'histoire de ma vie

- Paul Brunelle et ses Troubadours du Far-West vol. 3 (1963 - London - MB 75)

1. Ma petite maison
2. Tout au fond de mon cœur
3. Viens je t'attends
4. Ma petite Lili
5. Vallée d'amour
6. Quand la lune deviendra dorée
7. Bonne nuit
8. Tu restes dans mon cœur
9. Viens ma Nini
10. Chaque soir au clair de lune

- Paul Brunelle et ses Troubadours du Far-West vol. 4 (1964 - London - MB 89)

1. Je me souviens
2. À la fin du jour
3. Nous t'aimons tous maman
4. Argentine
5. Aux doux accords des guitares
6. J'ai besoin de toi
7. T'ai-je dit
8. Ma belle Lola
9. Blotti dans tes bras
10. Tout là-bas c'est ma plaine

- Paul Brunelle vol. 5 (1964 - London - DS 2011)

1. Mona Lisa
2. Chérie je t'aime
3. Cœur jaloux
4. Bouquet de roses
5. Je suis un chevalier chantant
6. Mes peines
7. J'attendrai ton retour
8. Si ton cœur
9. Ton cœur tricheur
10. Ma petite maison

- Paul Brunelle vol. 6 (1964 - London - DS 2016)

- Paul Brunelle "JOYEUX NOEL ET BONNE ET HEUREUSE ANNEE"  (1965 ? - London - SDS 5049)

- Paul Brunelle (1964 - RCA Victor Gala - CGP 135 - Compilation)

1. La petite au bonnet bleu
2. Pousse pas y'a pas d'côte
3. Au pied du quai
4. Mon plus beau voyage
5. Je suis fier de mes montagnes
6. Appelle-moi Ti-Phonse
7. À minuit sous la pluie
8. Pédro le bandit
9. Mon cheval est mort
10. Je chante la vie

- Le cowboy des montagnes (1965 - RCA Victor Gala - CGP 180 - Compilation)

1. Tu m'dis pas
2. Le rock de ma grand'mère
3. Une valse musette
4. La marche des cavaliers
5. Le cowboy des montagnes
6. Je suis perdu, loin de toi
7. La vieille église
8. Sous le soleil d'été
9. En revenant des chantiers
10. Mireille

- Aux sons des guitares (1967 - RCA Victor Gala - CGP-253 - Compilation)

1. Vallée d'amour
2. Aux sons des guitares
3. Ma petite maison
4. Viens ma Nini
5. À la fin du jour
6. La chanson du prisonnier
7. Ma belle Lola
8. On pardonne toujours quand on aime
9. La complainte d'un papa
10. Viens, je t'attends

- Mes premières compositions (1968 - RCA Gala - CGP 285 - Compilation)

1. Par une nuit d'étoiles
2. Je suis un chevalier chantant
3. Je ne serai jamais le même
4. Blotti entre tes bras
5. La chanson du vagabond
6. Sur ce vieux rocher blanc
7. Tu restes dans mon cœur
8. L'ombre de mes rêves
9. Hawa Hawaï
10. Je suis seul

- Une soirée avec Paul Brunelle (1969 - London - SDS 5065)

1. Ne verse pas de larmes
2. Ma petite hirondelle
3. L'arc-en-ciel
4. Rivière solitaire
5. Femmes que vous êtes jolies
6. Ravi
7. Profitons-en
8. Gai soleil
9. Ma première chanson
10. Galopant dans la plaine

- Mes premières compositions vol. II (1969 - RCA Gala - CGP 318 - Compilation)

1. Au loin là-bas dans ma prairie
2. Le train qui siffle
3. Dites-moi bonjour
4. Mon triste souvenir
5. Je retourne au Texas
6. Chaque soir au clair de lune
7. Bonne nuit
8. Nous t'aimons tous maman
9. Il n'est jamais trop tard
10. Argentine

- Bonjour mes amis (1969 - RCA Victor Gala - CGP 192 - Compilation)

1. Bonjour mes amis
2. Le pauvre amoureux
3. Adieu Hawaï
4. L'arbre gravé
5. Le chanteur canadien
6. Ma rose du Texas
7. La tyrolienne de mon pays
8. Mon premier amour
9. Dans tes bras, j'oublie vite
10. La fleur de ma prairie

- Le Boogie Woogie des Prairies (1974 - Bonanza B 29599)

Face 1
1. Le boogie woogie des prairies
2. De plus en plus
3. Ma vallée a bien changé
4. Reviens à moi
5. Adieu

Face 2
1. Les gros cochons
2. L’écho du vallon
3. Longtemps déjà
4. Tu m’aimes, tu m’adores
5. Quand je fais ma prière

- Lion Dernier (1983 - Jade AD-3512)